# Publius Orfidius Senecio
Publius Orfidius Senecio war ein im 2. Jahrhundert n. Chr. lebender römischer Politiker.
Durch die Fasti Ostienses ist belegt, dass Senecio 148 zusammen mit Lucius Coelius Festus Suffektkonsul war; die beiden traten ihr Amt am 1. Juli des Jahres an.